# Наливайко, Дмитрий (футболист)
Дми́трий Налива́йко (латыш. Dmitrijs Naļivaiko; род. 13 августа 1977) — латвийский футбольный арбитр, в прошлом футболист.

## Биография
Профессиональную карьеру начал в 1994 году в возрасте 17 лет, дебютировав в чемпионате Латвии в составе рижской «Пардаугавы».
В 1995 году после 7-го тура «Пардаугава» снялась с турнира из-за финансовых проблем. Следующим клубом Наливайко стал эстонский «Арсенал», в составе которого он провёл лишь три игры. Летом 1995 года перешёл в таллинскую «Лантану», в составе которой провёл полный сезон.
Через год вернулся в Латвию, присоединившись к рижской команде «Даугава». В её рядах провёл два с половиной сезона.
Следующие четыре полных сезона (с 1999 по 2002 год) играл в даугавпилсском «Динабурге». В составе клуба стал финалистом Кубка Латвии, играл в еврокубках.
В 2003 году принял предложение дебютанта Первой лиги, новообразованного клуба «Юрмала». Клуб стал победителем Первой лиги и вышел в Высшую лигу. В 2004 году в составе «Юрмалы» участвовал в 25 играх чемпионата.
В следующее межсезонье принял предложение «Вентспилса», в рядах которого отыграл полный сезон.
В 2006 году, после 8-летнего перерыва, снова стал игроком столичного клуба, «Риги». В клубе провёл два сезона.
Последним профессиональным клубом Дмитрия в 2008 году снова стал «Динабург».
Судейскую карьеру начал в 2010 году.

## Достижения
- Чемпион Эстонии: 1995/96
- Серебряный призёр чемпионата Латвии: 1996, 1997
- Бронзовый призёр чемпионата Латвии: 2005, 2007
- Победитель Первой лиги: 2003
- Обладатель Кубка Латвии: 2005
- Финалист Кубка Латвии: 2001